# Hjørring Hawks
Hjørring Hawks er et floorballhold, der spiller i den næstbedste række i Danmarksturneringen i floorball.

## Ekstern Henvisning
- Klubbens officielle hjemmeside

| Sport | Spire Denne artikel om sport er en spire som bør udbygges. Du er velkommen til at hjælpe Wikipedia ved at udvide den. |